# Sinularia schleyeri
Sinularia schleyeri är en korallart som beskrevs av Benayahu 1993. Sinularia schleyeri ingår i släktet Sinularia och familjen läderkoraller. Inga underarter finns listade i Catalogue of Life.